# رینالدو دوس سانتوس سیلوا

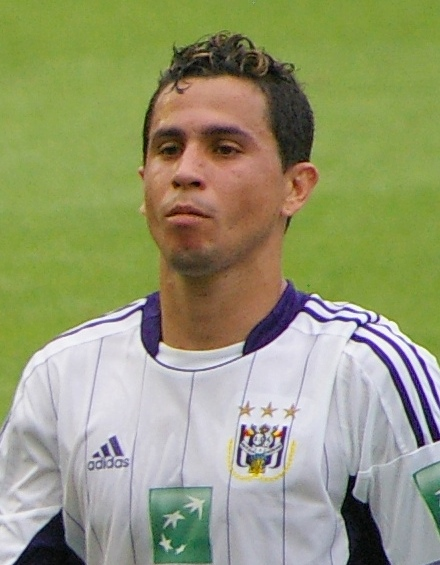
رینالدو دوس سانتوس سیلوا

رینالدو دوس سانتوس سیلوا (به پرتغالی: Reynaldo dos Santos Silva) هافبک اهل برزیل است که در شهر Arapiraca و در تاریخ ۲۴ اوت ۱۹۸۹ به دنیا آمده‌است.
رینالدو دوس سانتوس سیلوا در تیم‌های فوتبال Náutico سابقهٔ حضور دارد.